# Scuola di via Cavour

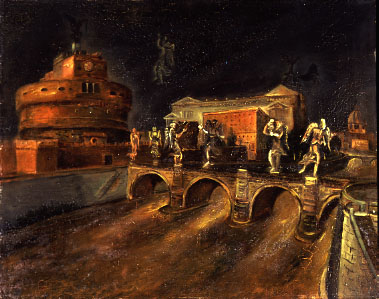
Il ponte degli angeli (1930), opera di Scipione

Viene definita Scuola di via Cavour un eterogeneo gruppo di artisti attivo a Roma tra il 1928 e il 1945. Il gruppo è stato spesso associato dalla critica di fine Novecento agli artisti della "Scuola romana", dai quali tuttavia si distingue per una più spiccata attitudine espressionista. Nonostante la definizione acquisita nel tempo, è da tener presente l'oggettiva impossibilità di riscontrarvi il carattere organico di una vera e propria "scuola".

## La nascita del movimento
Nel novembre 1927 Antonietta Raphaël e Mario Mafai vanno ad abitare al n° 325 di via Cavour, in un palazzo umbertino che verrà demolito nel 1930 per fare posto alla nuova "via dell'Impero" (l'odierna "via dei Fori Imperiali"). Una grande stanza dell'appartamento viene adibita a studio. 
Ricorda Antonietta nel 1971: «Roma da quelle parti era stupenda, tutte piazzette, casette e noi avevamo una casa all'ultimo piano con un terrazzo enorme, meraviglioso, dove mangiavamo, dipingevamo, chiacchieravamo, e di lì c'era quella veduta che faceva rimanere senza fiato.»
In poco tempo questa casa studio diventa un luogo di ritrovo per letterati come Enrico Falqui, Giuseppe Ungaretti, Libero de Libero, Leonardo Sinisgalli, Arnaldo Beccaria, Antonino Santangelo, e soprattutto per giovani artisti come Gino Bonichi detto Scipione, Renato Marino Mazzacurati, e Corrado Cagli.

## Contrapposizione alla sensibilità del Ritorno all'ordine

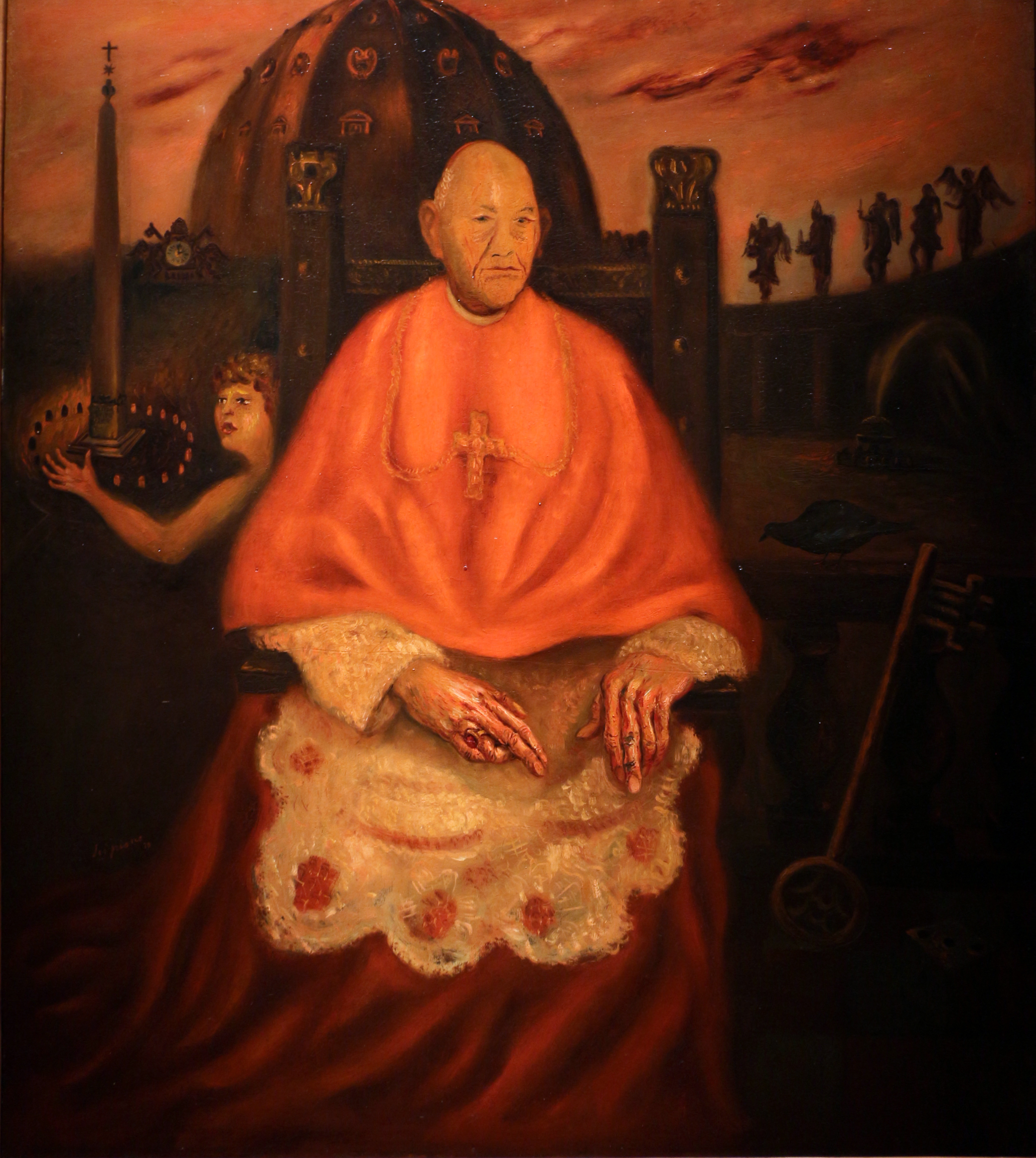
Scipione, "Cardinale decano" (1930), Galleria Nazionale d'Arte Moderna e Contemporanea (Roma)

Sin dall'inizio, questo sodalizio spontaneo di artisti con punto d´incontro nello studio di via Cavour, non sembra unito da vere e proprie direttive programmatiche ma piuttosto da amicizia, sintonia di intenti culturali e da una singolare coesione pittorica. Con il loro netto rivolgersi all´espressionismo europeo, si pongono in contrapposizione formale e poetica alla pittura solida, ordinata e dai richiami formali neoclassici del cosiddetto "Ritorno all'ordine" degli anni '20, che sta caratterizzando soprattutto la sensibilità italiana del primo dopoguerra.

La prima identificazione di questo gruppo di artisti è da attribuirsi a Roberto Longhi, che scrive: 
 e aggiunge: 

Longhi adopera questa definizione proprio per indicare il particolare lavoro di questi artisti in senso espressionista e di rottura nei confronti dei movimenti artistici ufficiali, usando queste parole: 
La pittura della Scuola di via Cavour sembra proprio prender vita in risposta alle opere d'arte dei più importanti movimenti italiani dell'epoca, come Novecento e Valori plastici, e dei suoi protagonisti più importanti, come Mario Sironi, Mario Tozzi e Achille Funi, che detenevano l'egemonia sulla cultura figurativa italiana del “Ventennio”.
La Scuola di via Cavour propone una pittura selvaggia, espressiva, disordinata, violenta dai toni caldi ocra e bruno rossastri. Il rigore formale è soppiantato da una visionarietà nettamente espressionista.

Così la definisce Renato Barilli: 
Scipione dà vita a una sorta di “espressionismo barocco romano”, in cui spesso compaiono scorci decadenti del centro storico barocco di Roma, popolato da prelati e cardinali, visti con occhio allucinato e fortemente espressivo.
Mafai, con una pittura tonale dagli accenti caldi, propone un'immagine della Città eterna di struggente intimismo e di sottile denuncia, rappresentando le demolizioni in atto nella Roma fascista, dettate dalla volontà magniloquente e celebrativa del regime (come si può vedere, per esempio, in "Demolizione dell'Augusteo" del 1936, della Collezione Giovanardi esposta al Mart di Rovereto, e "Demolizioni di via Giulia", sempre del 1936).

## Le differenze con la "Scuola romana" propriamente detta
Parallelamente alle ricerche espressioniste di Scipione, Mafai e la moglie Antonietta Raphaël, altri pittori a Roma portavano avanti sperimentazioni pittoriche per certi versi affini alla poetica degli artisti della Scuola di via Cavour, benché maggiormente improntate verso una reinterpretazione della pittura del passato. 
Nel maggio del 1927 espongono all’Hôtel Pensione Dinesen di Roma tre giovani: Giuseppe Capogrossi, Emanuele Cavalli e Francesco Di Cocco, tutti e tre allievi del pittore Felice Carena. La letteratura ha individuato, nel superamento dell’insegnamento careniano messo in atto dai tre, un aggiornamento alle coeve ricerche di artisti di una generazione precedente quali Amerigo Bartoli, Gisberto Ceracchini e Giorgio Morandi. La mostra, benché organizzata in un circuito non ufficiale, suscitò l’interesse della critica e proprio i lavori dei tre artisti colpirono per la varietà della tavolozza. «Dei tre il più lirico e frizzante appare il giovanissimo Emanuele Cavalli», affermava Corrado Pavolini: «La sua sensibilità cromatica è incantevole. Un’aria fina e spiritosa circola dentro le sue tele; fa luccicare preziosamente i toni, e definisce per suggestione i volumi: come si vede in specie nelle ariose e brillantissime nature morte. Egli deve peraltro vigilarsi, e non concedere troppo alla sua facile vena rappresentativa: gli manca ancora di riassorbire i doni più appariscenti della sua tavolozza». La mostra fu inoltre visitata da numerose personalità dell’arte e della cultura romana, tra cui Libero de Libero, Roberto Longhi, Mario Mafai e Renato Mazzacurati. Al clima di esuberanza per il rinnovamento della pittura e all’entusiasmo scaturito dall’esposizione al Dinesen si lega quindi la decisione di Emanuele Cavalli, maturata alla fine del 1927, di intraprendere il viaggio a Parigi, dove giunse nel marzo del 1928. Lì ritrovò Onofrio Martinelli, che l’aveva incitato a soggiornare nella capitale francese, e Fausto Pirandello, appena sposatosi con la modella anticolana Pompilia D’aprile e in attesa della nascita del primogenito Pierluigi. Pochi anni dopo, precisamente nel 1933, Cavalli espose insieme a Cagli, Capogrossi e al pittore e calciatore Ezio Sclavi in una mostra a tre presso la Galerie Jacques Bonjean di Parigi. 
Contrariamente ai valori espressionisti della Scuola di via Cavour, nella loro pittura emerge l'attenzione ai valori tonali del colore e il rimando all'arte del passato, dalla pittura pompeiana alla grande tradizione rinascimentale, con particolare riferimento a Piero della Francesca. 
Organizzata dal conte Emanuele Sarmiento, mecenate italiano trapiantato in Francia dal 1912, la mostra alla galleria francese fu la prima importante occasione per questo gruppo di giovani, entusiasti artisti italiani di presentare al panorama internazionale la propria ricerca. Era stato il critico Waldemar-George, autore della presentazione in catalogo, a invitare ad esporre gli artisti a Parigi dopo aver visto i loro i quadri a Roma, come afferma lo stesso Cavalli in una lettera a Rolando Monti. Nella presentazione al catalogo, Waldemar-George parlò per la prima volta di “jeune École de Rome”, fornendo così l’efficace etichetta storiografica, resa in italiano con l'espressione "Scuola romana", che fu poi sposata dagli stessi artisti e dalla letteratura negli anni a seguire. In quello stesso periodo, Cavalli, Capogrossi e Cagli frequentavano altri pittori con cui condividevano obiettivi, ricerche ed esposizioni: tra gli altri, vanno citati Fausto Pirandello, Guglielmo Janni e Roberto Melli, quest'ultimo firmatario del "Manifesto del Primordialismo Plastico".
Tra i tardi continuatori, più o meno diretti, che si allinearono soprattutto alle influenze esercitate dalle versatili personalità di Cagli, Capogrossi e Cavalli vi furono anche giovani artisti come Renato Guttuso, i fratelli Afro e Mirko Basaldella, Leoncillo, Toti Scialoja, Pericle Fazzini, Alberto Ziveri, Nicola Rubino, Renzo Vespignani, Valeria Costa e Giovanni Omiccioli.

## Museo della Scuola Romana
La sede del "Casino Nobile" dei Musei di Villa Torlonia, che fanno parte del Sistema dei Musei in Comune di Roma, ospita al 2º piano il Museo della Scuola Romana, che offre uno sguardo d'insieme su questo movimento artistico considerato tra i più interessanti e vitali della ricerca figurativa romana nel periodo compreso tra la prima e la seconda guerra mondiale.